# アニマル球場
『アニマル球場』（あにまるきゅうじょう）は、眉月はるなによる日本の漫画。『週刊少年ジャンプ』（集英社）において1970年1号から13号まで連載され、ジャンプ コミックス（同社）で上下2巻として刊行された。

## 概要
元読売ジャイアンツのレギュラー選手が、9人の若者を集めて野球を教え、数年でプロ野球チームをも凌駕する「アニマルズ」を作り上げ、さらに打倒大リーグを目指す…という内容。
集められた若者達は素質はあるものの、後に同じ雑誌に連載された「アストロ球団」の選手達とは異なり、特別に与えられた能力や選ばれた印を持っている訳ではない。

## あらすじ
巨人軍の選手だった大乃木は、試合中に受けたデッドボールによって片目を失明し、野球生命を絶たれ、さらに球団の冷酷な態度に接して、巨人軍に勝てるチームを作って復讐する事を誓い、選手を集めるべく全国を放浪した。最初に見つけたのが、大乃木を恐喝しようとしたケント(後のアニマルズの四番打者)であり、その後もスリのミズキ(後のアニマルズのエース)など9人全て不良少年でチームを結成した。
数年後、超人的な実力を得たアニマルズを率いた大乃木は、当時の巨人の監督だった川上哲治を呼びだしてその実力を披露し、巨人との試合を要請した。川上は受諾したものの、巨人は試合に二軍選手を出場させた。にもかかわらずアニマルズの選手は凡打やエラーを繰り返し、巨人の一方的な優勢となっていた。しかし9回表の2アウトの場面で打席に立ったケントのヒットから、アニマルズはそれまで隠していた本来の実力を見せ始め、土壇場でヒットを連発した。一人の野手に徹底的に打球を集めて疲労退場させるという事を繰り返し、やがて選手がいなくなった巨人軍を試合放棄に追い込んだ。
この一件で全国に名前がとどろいたアニマルズは、試合の後に雲隠れしていたが、その年のシーズンオフ東西対抗戦で（巨人を除く）全球団の選抜チームに挑戦し、その後改めて巨人に挑戦する事を宣言した。だがその直後、西鉄ライオンズの練習場に覆面を被った男が突如現われ、優れた打撃センスを披露した。この男は「ライオン中西」と名乗り、打倒アニマルズを表明した。やがて選抜チームが発表され、ライオン中西という正体不明の男が選ばれている事を知ったアニマルズの選手達は騒然としたが、大乃木だけは心当たりがある態度を示していた。
試合が開始され、中西は外野手のケントに向かってホップする打球を打ち、2打席連続でホームランを放つが、その次の打席で攻略方法を思いついたケントが中西の打球をキャッチし、勝利に至った（なお、ライオン中西が何者なのかは、試合の途中で挿入された大乃木の回想という形で説明されている）。
翌春、開幕試合の巨人対アトムズ戦は金田正一の引退記念試合だったが、開始直前、アニマルズから対戦の申し込みがあり、両球団の協議の末、アトムズが身を引く事となった。こうして、遂にアニマルズと巨人の一軍選手との試合が実現した…

## アニマル球場
アニマルズの試合中の盛り上がった場面で4番打者のケントの目が光り、グラウンドに野獣の群れの幻が出現する様子。テレビ中継のアナウンサーがその状況を見て「アニマル球場」と呼んだ。最初の対巨人二軍戦では巨人の投手が恐怖にかられて自主的に降板し、続く対オールスター戦ではライオン中西に対する最後の挑戦の場面で出現する。翌年の対巨人戦ではケントの目が光った場面は存在したが、グラウンドはアニマル球場とはならなかった。

## 登場人物

### アニマルズ関係者
大乃木
アニマルズの監督。元・巨人軍の内野手で不動の2番打者（劇中での背番号6）だったが、顔面への死球が原因で左眼を失明し、引退・退団に追い込まれる。その後5年間失踪していたが、その間、巨人軍やプロ野球全体への復讐心から不良少年たちを集めて徹底的に鍛え上げ、超人的なプレーを身に付けた新生球団アニマルズを結成、巨人軍やプロ野球界に挑戦の意を明らかにする。
端整なマスクであるが、失明している左眼に黒い眼帯をしており、さらに鬼太郎のような長い前髪で顔の左半分を半ば隠している。普段は沈着冷静でクールだが、野球に対しては極めて厳しい熱血指導を行う。ただし、マスコットガール的存在のレミちゃんには幼い子供に対する父親のような口調で優しく対応する。アニマルズのメンバーたちからは「先生」と呼ばれている。
都内とおぼしき高級マンションで選手たちと共同生活を送っている他、シーズンオフには、奥多摩山中に超近代的な秘密のトレーニングセンター（このあたりは後続のアストロ球団作中の特訓施設にも繋がる設定といえる）を所有して選手を鍛えている描写がある。
ただし、なぜ彼がこれほどまでの施設･設備を手にしているのか、普段彼らがどのようにして球団の運営費や生活費を稼いでいるのか、などは一切明らかにされていない。
この作品の特徴ともいえるが、紅一点のレミ（後述）と大乃木が絡むシーンは、それまでの展開がいかにシリアスであっても、突如ギャグシーンとなり、大乃木の表情や言動も崩れ、場合によっては体型までも縮んだりするなどの変化が起こる（このあたりは、巨人軍監督の川上や西鉄監督の稲尾、アナウンサーや解説者なども、シリアスな展開の最中に突如ギャグモードになる点で共通した作風である）。
ケント
4番レフト。右投げ右打ち。背番号19。アニマルズの強打の主砲であり、主役格の選手。打撃のみならず、外野守備でもホームラン性の打球を驚異的な跳躍力で捕球したり、着地前に本塁にダイレクトで返球したりできるなどの高い身体能力を見せる。ひょうきんな面と熱血漢の面を併せ持つ少年。
ほかの不良仲間と廃ビルで野宿（今でいうホームレスのような生活）していたところ、雨の中を通りかかった大乃木を誘い込んで所場代（雨宿り代）を恐喝、殴り合いの喧嘩の末、大乃木から新生球団の話を聞かされ心を動かされて、彼の夢に付いて行く事になる。アニマルズの最初のメンバーでもある。
ミズキ
9番ピッチャー。左投げ左打ち。背番号31。目にもとまらぬ剛速球の持ち主。元はスリで、大乃木の財布を盗み取ろうとした際に見つかり、取り押さえられたのをきっかけにチームに入ることになった（加入順は6番目）。会う以前から大乃木の経歴（元巨人軍選手）を知っていた数少ないメンバー。右頬に傷があり、クールでいなせな性格。単行本にのみ収録された加筆部分では父親が第二次世界大戦において戦死した事、そしてそれによって残った母親とともに困窮した生活を余儀なくされた事をチームメイトに打ち明けており、それによってハナリと一時険悪な関係に陥る。
ハナリ
1番ライト（またはセンター）。右投げ右打ち。背番号10。金髪の巻き毛で鼻が高く、一人称は「ミー」など、外人のような外見を持つ。ノリが軽く、明るい性格の伊達男。加入順は7番目。単行本にのみ収録された加筆部分では日系三世である事、そして二世の父親が第442連隊戦闘団に所属していた事をチームメイトに打ち明けており、それによってミズキと一時険悪な関係に陥る。
カワベ
2番ショート。右投げ左打ち。背番号28。驚異的な俊足の持ち主で、巨人2軍戦ではキャッチャー前のセーフティバントを足で3塁打にしてしまう技も披露した。その走る姿は野生動物が大草原を疾走するかの如きである。元は自慢の足を万引きに使って生活していたが、パンを盗んで逃げたところを大乃木にその足の速さを見出され、ケントに次いで2番目のメンバーにスカウトされる。大きなあごが特徴。
エノセ
3番サード。右投げ右打ち。背番号24。盲目の強打者で、前髪を目の部分まで下ろし、完全に覆っている。ハットリ、オオタと共に3人で少年院から脱走し、逃げていたところを大乃木たちに発見され、匿うことを条件にメンバーに加入することになった。少年院時代の喧嘩で鉄パイプで両目を殴られ、退院直前に3人で脱走したため失明している。加入後は、大乃木の指導と本人の死にもの狂いの努力で、目が見えないハンデをまったく感じさせないプレーを見せる。加入順はケント、カワベに次いで3～5番目（一度に3人加入したため）。
盲目の強打者という設定は、後の「アストロ球団」でも盲目の貴公子・伊集院球三郎の設定にも取り入れられている。
ハットリ
5番キャッチャー。右投げ右打ち。背番号22。目がぱっちりして唇が厚い（ややラクガキ風？）愛嬌のある顔の強打の捕手。エノセ、オオタと共に少年院を脱走して山中に隠れていたところを大乃木たちに見つかり、加入することになった。対巨人2軍戦では、後楽園球場のはるか場外へ飛ぶ本塁打を打ち、一方的な試合に失望して帰りかけていた観客を後楽園に呼び戻す切っ掛けを作った。加入順は3～5番目。
オオタ
6番ファースト。右投げ右打ち。背番号50。エノセ、ハットリと一緒に少年院を脱走していたところを大乃木に匿われ、メンバーに加入した。獅子鼻が特徴。対巨人2軍戦ではセンターを深々と破る3塁打を打ったり、対オールスター選抜戦では、ライオン中西の強烈な打球を素早い動きでキャッチするプレーも見せている。加入順は3～5番目。
エンドー
7番セカンド。右投げ右打ち。背番号1。丸顔のイガグリ頭で、いつも大きな口を開けて笑っている表情が特徴。普段は白黒の横縞模様のシャツを着ている。あまり目立たないが、対巨人2軍戦ではツーランホームランを放っている。加入順は8番目。
トガミ
8番センター（またはライト）。右投げ右打ち。背番号5。普通の明るい少年っぽい風貌で、目立った活躍はしていないが、対巨人2軍戦では9回だけで少なくとも2安打＆1本塁打以上している（はず）。シーズンオフの奥多摩での特訓では、大乃木のノックを見事キャッチするものの、着地に失敗しイガ栗の上に落ちて痛さで飛び上がるコミカルなシーンもある。選手としては最後の9番目に加入。
レミ
アニマルズのメンバーと常に行動を共にしている、細身の体に目の隠れたおかっぱ頭をした少女。普段はタートルネックのセーターにミニスカートにブーツという70年代ファッションで、ベンチ入りの際にはミニスカートにアニマルズのスタジアムジャンパーを着用している。選手ではなく、チームのマスコットガールのような存在。
大乃木を「先生」と呼び、選手の少年たちを「○○（名前）にいちゃん」などと呼ぶので、10代半ば（？）位の年齢。皆からは「レミちゃん」と呼ばれ、妹的な扱いで、大乃木も選手たちも非常に彼女を可愛いがっている（どちらかといえば会話の内容などを見ると子供扱いしているようにも見える）。
性格は楽天的で明るく、適度にミーハーな比較的普通の女の子である。話の随所で「ニカッ」と大きな口を開き歯を見せて笑う。ただし、どんなシーンでも目の部分は髪の毛に隠れている。
どのような理由で彼女がアニマルズの面々に加わったのかは定かではないが、大乃木の回想シーンでは、彼女の方から大乃木を慕って一方的にくっついて来てしまったかのような（大乃木が困った表情をしている）描写がある。
奥多摩の秘密施設での特訓後にケントに淹れたコーヒーが、思わずケントが「うまいーっ！」と叫ぶほど好評で、「これなら今すぐにでもお嫁さんにいけるよ」と言われ、嬉しさのあまりはずみで大乃木を椅子ごと蹴ってしまい、ケントの打球でもヒビ一つ入らない強化ガラスを突き破ったことがある。
対プロ選抜戦では「やることがない」という理由でスコアブックに落書きをしたりしているが、結果的にそれがケントによるライオン中西のホップ打球攻略のヒントにつながった。
時々、物語の進行役のような言動があり、作者（あるいは読者）の代理的な立場のキャラクターである。

## 補足
- 連載は上記の対巨人戦の翌日の様子で物語が終わっているが、後に刊行されたコミックスでは、アニマルズが渡米してニューヨーク・メッツと対戦するエピソードが加筆された。